# 757109 Donaldmoffatt
757109 Donaldmoffatt è un asteroide della fascia principale. Scoperto nel 2000, presenta un'orbita caratterizzata da un semiasse maggiore pari a 2,709516 UA e da un'eccentricità di 0,093070, inclinata di 13,517117° rispetto all'eclittica.
John Donald Moffatt è un ex educatore pubblico canadese presso il Dominion Astrophysical Observatory del Herzberg Astronomy and Astrophysics Institute del Consiglio nazionale delle ricerche del Canada. Ha contribuito alla ricostituzione del centro interpretativo presso l'osservatorio.